# Pluie de pierres à Whiskey Trench
Pour plus de détails, voir Fiche technique et Distribution.
Pluie de pierres à Whiskey Trench est un film documentaire canadien réalisé par Alanis Obomsawin et sorti en 2000. Le film se concentre sur le blocus du pont Honoré-Mercier en 1990 pendant la crise d'Oka et plus particulièrement sur l'incident au cours duquel un groupe de femmes, d'enfants et d’aînés mohawks de Kahnawake, en voie d'être évacués de la communauté par crainte d'une occupation des Forces canadiennes, ont été violemment bombardés de pierres alors qu'ils traversaient Montréal.
Une production de l'Office national du film du Canada, il est sorti en versions anglaise et française et a été nommé pour le prix du meilleur long métrage documentaire aux 21e cérémonie des prix Génie.

## Fiche technique
- Titre original : Pluie de pierres à Whiskey Trench
- Titre anglais ou international : Rocks at Whiskey Trench
- Réalisation : Alanis Obomsawin
- Scénario : Alanis Obomsawin
- Musique : Francis Grandmont, Claude Vendette, Margaret Beauvais Jocks
- Direction artistique : Susan Phillips, Robert Verrall, Conway Jocks
- Images : Meilan Lam, Pierre Landry, Philippe Amiguet, Roger Rochat, Thea Pratt, René Sioui Labelle
- Son : Tony Reed, Yves Saint-Jean, Jean Paul Vialard, Ismaël Cordeiro, Don Ayer, Raymond Marcoux, Geoffrey Mitchell
- Montage : Yurij Luhovy
- Recherche : Denise Beaugrand-Champagne, Alanis Obomsawin
- Narration : Alanis Obomsawin
- Production : Alanis Obomsawin
- Société de production : Office national du film du Canada
- Société de diffusion: Office national du film du Canada
- Pays d’origine :  Canada
- Langue originale : français
- Format : couleur
- Genre : Documentaire
- Durée : 105 minutes